# Джиджихабльское сельское поселение
Джиджихабльское сельское поселение — муниципальное образование в составе Теучежского района Республики Адыгея Российской Федерации.
Административный центр — аул Джиджихабль.

## География
Занимаемая площадь: 5251 га.

## Население
| 2002  | 2010  | 2011  | 2012  | 2013  | 2014  | 2015  |
| ----- | ----- | ----- | ----- | ----- | ----- | ----- |
| 2516  | ↗2821 | ↘1794 | ↗1800 | ↗1807 | →1807 | ↘1790 |
| 2016  | 2017  | 2018  | 2019  | 2020  | 2021  | 2023  |
| ↘1784 | ↘1771 | ↘1767 | ↘1751 | ↘1739 | ↘1724 | ↘1698 |
| 2024  |       |       |       |       |       |       |
| ↘1664 |       |       |       |       |       |       |

## Состав сельского поселения
| № | Населённый пункт | Тип населённого пункта      | Население |
| - | ---------------- | --------------------------- | --------- |
| 1 | Джиджихабль      | аул, административный центр | ↘679      |
| 2 | Кунчукохабль     | аул                         | ↘504      |
| 3 | Городской        | хутор                       | ↘283      |
| 4 | Тауйхабль        | аул                         | ↘198      |

## Национальный состав
По переписи населения 2010 года из 1 794 проживающих в сельском поселении, 1 666 человек указали свою национальность:
| Национальность | %       | Численность |
| -------------- | ------- | ----------- |
| Адыгейцы       | 77,19 % | 1 286       |
| Русские        | 17,53 % | 292         |
| Черкесы        | 1,56 %  | 26          |
| Татары         | 1,26 %  | 21          |
| Белорусы       | 0,60 %  | 10          |
| Украинцы       | 0,54 %  | 9           |
| Лезгины        | 0,36 %  | 6           |

По данным переписи населения 2021 года из 1724 проживающих в сельском поселении, 1673 человека указали свою национальность
:
| Народ           | Численность, чел. | Доля от населения, % |
| --------------- | ----------------- | -------------------- |
| Адыги (Черкесы) | 1 242             | 74,24 %              |
| Русские         | 391               | 23,37 %              |

## Социальная сфера
На территории поселения функционируют Джиджихабльская, Кунчукохабльская общеобразовательные школы, Городская основная школа, сельские библиотеки: Джиджихабльская, Городская, Кунчукохабльская; сельские дома культуры: Джиджихабльский, Тауйхабльский, Городской, Кунчукохабльский; фельдшерские пункты: Тауйхабльский, Городской, Кунчукохабльский, Джиджихабльская врачебная амбулатория на 16 койко-мест.